# João Paulo Fernandes
João Paulo Fernandes (Vale de Cambra, 11 de agosto de 1984) es un deportista portugués que compitió en bochas adaptadas. Ganó cuatro medallas en los Juegos Paralímpicos de Verano en los años 2004 y 2008.

## Palmarés internacional
| Juegos Paralímpicos | Juegos Paralímpicos | Juegos Paralímpicos | Juegos Paralímpicos  |
| Año                 | Lugar               | Medalla             | Prueba               |
| ------------------- | ------------------- | ------------------- | -------------------- |
| 2004                | Atenas (Grecia)     | Medalla de oro      | Individual BC1 mixto |
| 2004                | Atenas (Grecia)     | Medalla de oro      | Equipo BC1-BC2 mixto |
| 2008                | Pekín (China)       | Medalla de oro      | Individual BC1 mixto |
| 2008                | Pekín (China)       | Medalla de plata    | Equipo BC1-BC2 mixto |